# Aust-Agder fylke
Aust-Agder fylke (före 1919 Nedenes amt) var ett norskt fylke beläget på östra Sørlandet med kust mot Skagerrak. Fylket gränsade till Telemark, Rogaland och Vest-Agder. Fylkets area var 9 157 km² och antalet invånare uppgick 2009 till 107 359 personer.
Den 1 januari 2020 inrättades Agder fylke, bildat genom sammanslagning av Aust-Agder fylke och Vest-Agder fylke.

## Namn och vapen
Namnet Agder (fornnordiska Agðir) har osäker tolkning. Det kan vara en avledning av ǫgd, 'vara skarp', svarande till engelska ‘edge’.  Namnet skulle då betyda 'landet som sticker ut i havet'. Enligt en annan uppfattning hänger namnet samman med det fornnordiska agi, 'sjögång'. Då kan namnet betyda 'landet vid det oroliga havet'.
Fylkesvapnet (godkänt 1958) har två gula bjälkar mot röd bakgrund.

## Kommuner
- Arendals kommun
- Birkenes kommun
- Byglands kommun
- Bykle kommun
- Evje og Hornnes kommun
- Frolands kommun
- Gjerstads kommun
- Grimstads kommun
- Ivelands kommun
- Lillesands kommun
- Risørs kommun
- Tvedestrands kommun
- Valle kommun
- Vegårsheis kommun
- Åmli kommun

## Fylkets tätorter per kommun
| Arendals kommun - Arendal Mindre del i Grimstads kommun - Kilsund - Kongshamn - Rykene Mindre del i Grimstads kommun Birkenes kommun - Birkeland Byglands kommun - Byglandsfjord Bykle kommun - Bykle - Hovden Evje og Hornnes kommun - Evje Frolands kommun - Blakstad Gjerstads kommun - Eikeland - Gjerstad Grimstads kommun - Arendal Huvuddelen i Arendals kommun. - Fevik - Grimstad - Jortveit - Rykene Huvuddelen i Arendals kommun Ivelands kommun Saknar tätorter Lillesands kommun - Lillesand - Høvåg Risørs kommun - Risør Tvedestrands kommun - Tvedestrand Valle kommun - Valle Vegårsheis kommun - Myra Åmli kommun - Åmli |